# American Recordings (musikalbum)
American Recordings är ett musikalbum av Johnny Cash, utgivet 1994. 
Albumet var Cashs första på skivbolaget American Recordings, och det första som bolaget gav ut efter att ha bytt namn från Def American. Det producerades av bolagets grundare Rick Rubin, som tidigare främst förknippats med hiphop och heavy metal. Inspelningen skedde i Cashs vardagsrum och musiken är avskalad, bestående endast av Cashs röst ackompanjerad av akustisk gitarr.
Albumet hyllades av kritikerna och belönades med en Grammy för Best Contemporary Folk Album. Framgångarna gav Cashs karriär en nytändning. Han gav ut ytterligare fyra album i American-serien, det sista dock postumt.

## Låtlista
1. "Delia's Gone" (Johnny Cash/Karl Silbersdorf/Dick Toops) - 2:18
2. "Let the Train Blow the Whistle" (Johnny Cash) - 2:16
3. "The Beast in Me" (Nick Lowe) - 2:46
4. "Drive On" (Johnny Cash) - 2:24
5. "Why Me Lord?" (Kris Kristofferson) - 2:21
6. "Thirteen" (Glenn Danzig) - 2:30
7. "Oh, Bury Me Not (Introduction: A Cowboy's Prayer)" (John Lomax/Alan Lomax/Roy Rogers/Tim Spencer) - 3:53
8. "Bird on a Wire" (Leonard Cohen) - 4:02
9. "Tennessee Stud" (Jimmie Driftwood) - 2:55
10. "Down There by the Train" (Tom Waits) - 5:35
11. "Redemption" (Johnny Cash) - 3:04
12. "Like a Soldier" (Johnny Cash) - 2:50
13. "The Man Who Couldn't Cry" (Loudon Wainwright III) - 5:01